# Plagiostropha quintuplex
Plagiostropha quintuplex é uma espécie de gastrópode do gênero Plagiostropha, pertencente a família Drilliidae.